# プレザント郡区 (アイオワ州アパヌース郡)
プレザント郡区は、アメリカ合衆国、アイオワ州、アパヌース郡にある18の郡区の一つであり、2000年の国勢調査での人口は837人だった。

## 地理
プレザント郡区は、101.4平方キロメートル（39.15平方マイル)で、Cincinnatiが含まれている。アメリカ地質調査所によると、この郡区はAdamsonとBakerとBoswellとEvergreenとMorrisonとMottoとPleasant HillとPorterとWhiteの9つの霊園が含まれている。